# Dobrzyniewo Fabryczne

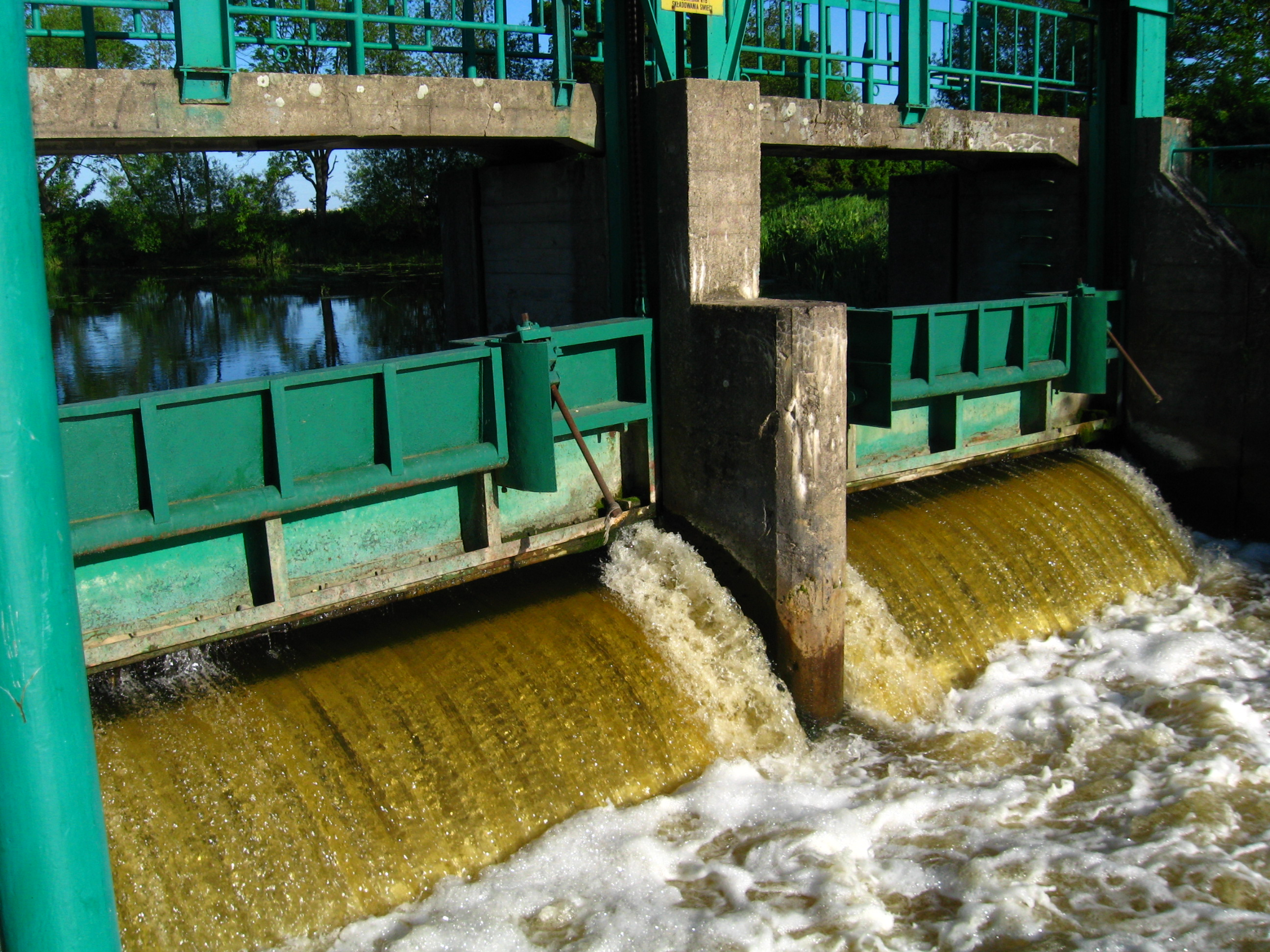
Jaz na Supraśli

Dobrzyniewo Fabryczne – wieś w Polsce położona w województwie podlaskim, w powiecie białostockim, w gminie Dobrzyniewo Duże.
W 1929 r. we wsi pracował jeden młyn wodny, skład stalowych wyrobów, sklep spożywczy, sklep z tytoniem i jeden z wędlinami. Pracowali tu felczer, krawiec i rzeźnik.
W latach 1975–1998 miejscowość administracyjnie należała do województwa białostockiego.
Wierni kościoła rzymskokatolickiego należą do parafii Zwiastowania Najświętszej Maryi Panny w Dobrzyniewie Kościelnym.

## Historia
Około 1519 r. Mikołaj Radziwiłł podczas osadzania zagarniętych królewskich puszcz założył folwark przy trakcie z Wilna do Krakowa. Po ich odzyskaniu przez króla, po 1530 r. Dobrzyniewo było jednym z trzech należących do  Zygmunta Starego folwarków starostwa knyszyńskiego. Z polecenia Bony pracami nad urządzeniem folwarków w latach 30. XVI w. kierował starosta Aleksander Chodkiewicz, ale pełny kształt założenie w Dobrzyniewie uzyskało w latach 1554-1564, kiedy dobrami zarządzał Piotr Chwalczewski. Część rezydencjonalna powstała przed 1561 r., ale została rozbudowana w czasach Jana Zamoyskiego. Za jego czasów folwark uzyskał kształt renesansowej kompozycji o powierzchni około 60 ha. Część rezydencjonalna składała się z pałacu wzniesionego nad dużą sadzawką (nieistniejącą) i położonego w odległości kilkuset metrów na północny zachód folwarku z włoskim ogrodem kwaterowym na planie kwadratu. Jeszcze w XVI wieku powstała nad rzeką Supraślą część młyńsko-przemysłowa. Między mostem a pałacem zbudowano karczmę. Pałac barokowy z pawilonami wzniesiony na przełomie XVI i XVII w. z biblioteką i wystrojem przetrwał do lat 60. XVIII w.
W latach 30. XIX w. urządzono na terenie majątku fabrykę sukienniczą i zbudowano kompleks budynków fabrycznych spalonych podczas wojny w 1915 roku. W budynkach w latach 1923-1932 mieściła się fabryka noży i sztućców Gerlacha i Kobylańskiego.